# Каройи, Юлиан
Юлиан фон Каройи (нем. Julian von Károlyi, собственно Дьюла Каройи, венг. Károlyi Gyula; 31 января 1914, Лошонц, Австро-Венгрия (ныне Лученец, Словакия) — 1 марта 1993, Мюнхен) — венгерско-немецкий пианист.
Происходил из старинного дворянского рода Каройи. Начал учиться игре на фортепиано у Лайоша Акома, затем привлёк внимание Белы Бартока, по рекомендации которого продолжил образование под руководством Маргит Варро. В 1926 году дебютировал на публике, исполнив 22-й концерт Вольфганга Амадея Моцарта. Далее учился в Мюнхене у Йозефа Пембаура, в 1927—1930 гг. в Лейпцигской консерватории у Макса фон Пауэра, в 1931 году в Париже у Альфреда Корто и в 1932—1934 гг. в Будапештской академии музыки у Эрнста фон Донаньи. В 1933 году принял участие в Международном конкурсе пианистов в Вене, был удостоен почётного диплома с серебряной медалью.
В 1929 году дал первый сольный концерт в Лондоне, в 1930 году сопровождал Фёдора Шаляпина в ходе его британских гастролей. Начиная с 1934 года широко гастролировал по всей Европе, считаясь в первую очередь специалистом по музыке Фридерика Шопена, но обращаясь также и к более позднему материалу, включая Сезара Франка, Клода Дебюсси и Мориса Равеля. В 1944 году выступил с исполнением Бурлески Рихарда Штрауса в присутствии автора на концерте в честь 80-летия композитора (дирижировал Клеменс Краусс), выступал также с такими выдающимися дирижёрами, как Виллем Менгельберг, Ханс Кнаппертсбуш, Янош Ференчик, Ференц Фричай, Йозеф Кайльберт.
В 1943—1960 гг. записал ряд произведений Шопена, Ференца Листа, Сергея Рахманинова, ряд концертных записей были перевыпущены в XXI веке и получили высокую оценку. После Второй мировой войны жил в Мюнхене, с 1956 года гражданин ФРГ. С 1972 года профессор Вюрцбургской высшей школы музыки.